# 陈长五
陈长五（?—1259年？）是南宋后期的海盗首领。
南宋开庆元年（1259年），海盗陈长五、陈长六、陈长七等人纵横于兴化、泉州、漳州海上。朝廷命令宪使王熔在规定期限内剿灭陈长五等人的海盗势力。陈长五率3艘船，驶至莆田湄洲岛，遇暴风雨，船在沙浦上胶；王熔出兵攻击，陈长五被俘。陈长六的船队在莆禧被郭敬叔率领的官兵打败，陈长六被俘。陈长七的船队在福建洋面遭官兵袭击，陈长七被俘。陈长五、陈长六和陈长七都被官府处以磔刑。